# Jaider Villa Giraldo
Jaider Villa Giraldo (Medellín, 30 de gener de 1977) és un actor, presentador i model colombià, a més d'enginyer elèctric per la Universitat Pontifícia Bolivariana.

## Trajectòria
Va començar la carrera televisiva en el reality show Protagonistas de Novela el 2002, que va guanyar ell mateix. Ha aparegut en moltes novel·les, d'entre les quals Al ritmo de tu corazón, en què va tenir el rol principal de Santiago de Duque; Milagros de amor i Corazón valiente.
El 2014, va rebre el reconeixement de l'alcalde de Miami, Tomás Pedro Regalado, per la contribució artística que representava el seu protagònic de John a l'obra cinematogràfica Mesalina i la seva faceta d'actor en general.
Pel que fa al modelatge, ha realitzat nombroses campanyes publicitàries per a moltes marques variades, com ara Coca-Cola, Novartis, Ford i Lowe's, entre d'altres.
Actualment, viu allunyat del focus mediàtic a Miami.

## Filmografia
| Any  | Títol                         | Rol                    |
| ---- | ----------------------------- | ---------------------- |
| 2002 | Protagonistas de Novela       | Participant            |
| 2003 | Milagros de amor              | Camilo Pizarro         |
| 2004 | Al ritmo de tu corazón        | Santiago Duque         |
| 2005 | The storm                     | Manuel                 |
| 2006 | Merlina, Mujer Divina         | Carrillo               |
| 2007 | Así es la Vida                | Fernando               |
| 2007 | Decisiones                    | Dr. John               |
| 2007 | El Zorro: la espada y la rosa | Comandante Domínguez   |
| 2008 | Sin senos no hay paraíso      | Alberto                |
| 2010 | El Clon                       | Jorge                  |
| 2010 | Pecadora                      | Alan Tejeiro           |
| 2012 | Corazón valiente              | El Ogro "Pata de palo" |
| 2014 | Mesalina                      | John                   |
| 2018 | Nadie me quita lo bailao      | Luis Velandia          |
| 2020 | Turbo Manía                   | Participant            |

## Publicitat
| Any  | Títol                 | Rol                  |
| ---- | --------------------- | -------------------- |
| 2011 | Dish Network Latino   | Protagonista         |
| 2011 | Domino's Pizza        | Mario (Protagonista) |
| 2011 | Dish Network Latino   | Presentador          |
| 2012 | Lowe's                | Protagonista         |
| 2012 | Direct AUTO INSURANCE | Secundari            |
| 2012 | hhgregg               | Presentador          |
| 2013 | Ford                  | Protagonista         |
| 2013 | Amscot                | Protagonista         |
| 2013 | Lowe's                | Protagonista         |
| 2014 | Novartis              | Protagonista         |
| 2015 | Novartis              | Protagonista         |
| 2015 | Coca-Cola             | Protagonista         |

## Teatre
| Any  | Títol                       | Rol                    | Sala                        |
| ---- | --------------------------- | ---------------------- | --------------------------- |
| 2004 | Una curita para Colombia    | Secundari              | Universitat Manuela Beltrán |
| 2004 | Mesa de juego               | Secundari              | Universitat Manuela Beltrán |
| 2004 | Manuela Beltrán, La Heroina | Secundari              | Universitat Manuela Beltrán |
| 2013 | Mesalina                    | John (Protagonista)    | Micro Theater Miami         |
| 2015 | Nudos                       | Marcelo (Protagonista) | Paseo de las Artes de Doral |